# لويس ريخو
لويس ريخو (بالإسبانية: Luis Rijo)‏ (مواليد 28 سبتمبر 1927) هو لاعب كرة قدم. يلعب مع منتخب الأوروغواي لكرة القدم. سبق له أن لعب في كأس العالم لكرة القدم مع منتخب بلاده.

## روابط خارجية
- لويس ريخو على موقع الاتحاد الدولي (مؤرشف)  (الإنجليزية)
- لويس ريخو على موقع Soccerway.com (الإنجليزية)
- لويس ريخو على موقع عالم كرة القدم.نت (الإنجليزية)